# Fredrikstad (stacja kolejowa)
Fredrikstad – stacja kolejowa w Fredrikstad, w regionie Østfold w Norwegii, jest oddalona od Oslo Sentralstasjon o 94,26 km. Leży na wysokości 7,5 m n.p.m. Leży nieopodal lotniska Fredrikstad.

## Ruch pasażerski
Stacja obsługuje połączenia dalekobieżne między Oslo i Halden oraz międzynarodowe do Göteborga. Pociągi w obie strony odjeżdżają co godzinę, a ze stacji wyjeżdża 5 międzynarodowych pociągów dzienne.

## Obsługa pasażerów
Wiata, poczekalnia, kasa biletowa, automat biletowy, parking, parking rowerowy, kawiarnia, ułatwienia dla niepełnosprawnych, schowki bagażowe, kiosk, przystanek autobusowy, postój taksówek.